# The Ivors Academy
Pour les articles homonymes, voir Basca.
 (août 2019).
The Ivors Academy, anciennement connue sous le nom d'Académie britannique des auteurs, compositeurs et auteurs (British Academy of Songwriters, Composers and Authors ou BASCA) est une association professionnelle britannique d'auteurs et de compositeurs, et l'une des plus grandes en Europe et existe pour soutenir, protéger et faire campagne pour les intérêts des auteurs-compositeurs, des paroliers et des compositeurs. Elle représente les auteurs et compositeurs, dans tous les genres, chanson, musique à l'image et pour les médias, contemporain, classique, jazz, et compte environ 2 000 membres en 2012.
La création et la pérennité de l'académie repose sur la protection des intérêts professionnels des auteurs, compositeurs et paroliers de tous genres musicaux et la promotion d'un certain niveau d'excellence dans la création musicale britannique.

## Histoire

### Guilde des compositeurs de Grande-Bretagne
La Guilde des compositeurs de Grande-Bretagne (Composers' Guild of Great Britain, CGGB), sur laquelle elle repose, a été fondée en 1944 dans le but de représenter les compositeurs de musique classique, et eu pour premier président Ralph Vaughan Williams.

### Académie britannique des auteurs-compositeur
L'Académie britannique des auteurs-compositeurs (British Academy of Songwriters, Composers and Authors ; BASCA) est fondée en 1947 par Ivor Novello, Sir Alan Herbert, Eric Coates, Haydn Wood (en) et Richard Addinsell, pour la promotion et la diffusion de la musique populaire britannique.
Eric Maschwitz (en) en fut successivement le premier vice-président puis président en 1948, puis à nouveau de 1954 à 1958. L'association commence en 1958 la publication du journal Composer, ainsi que d'un catalogue des œuvres disponibles. En 1967, et à l'initiative de Ruth Gipps, l'organisation contribue à la création du British Music Information Centre, embryon de ce qui deviendra en 2008 Sound and Music (en), organisme institutionnel de soutien à la création de musique contemporaine et expérimentale.

### Fusion des organismes
En 1999, les deux organismes fusionnent avec l'Association des compositeurs professionnels (Association of Professional Composers, APC) pour n'en former qu'un seul, de plus grande envergure et à même de pouvoir représenter tous ses membres. Le nom, adopté en mars 2009, et encore conservé est celui d'Académie britannique des auteurs-compositeurs, correspondant à la fusion de ces trois organismes. Tim Rice en est le premier président.
L'association comporte à l'heure actuelle[Quand ?] quatre comités : pour les paroliers, la musique classique, le jazz, et les commandes pour divers médias (radio, télévision).
À partir du 25 mars 2019, l'organisme adopte le nom The Ivors Academy.

## Artistes récompensés
L'académie britannique des auteurs-compositeurs créée en 1955 les Ivor Novello Awards afin de célébrer l'excellence dans la création musicale britannique. Les Beatles ont remporté 15 fois ce prix. Elle également à l'origine en 1999 d'un cercle d'artistes récompensés :
- 2000 : Paul McCartney
- 2001 : Malcom Arnold, John Barry
- 2005 : John Adams, David Arnold, Pierre Boulez, John Dankworth, Peter Maxwell Davies, Elton John
- 2006 : Barry Gibb, Maurice Gibb, Robin Gibb
- 2007 : George Fenton
- 2008 : David Ferguson
- 2009 : Don Black
- 2012 : Andrew Lloyd Webber
- 2013 : Tim Rice
- 2015 : Annie Lennox
- 2020 : Kate Bush[5]
- 2022 – Peter Gabriel
- 2023 – Sting[6]
- 2024 – James MacMillan,[7] Bruce Springsteen (Springsteen est le premier artiste non britannique intronisé, originaire des États-Unis)[8]
- 2025 – Bono, The Edge, Adam Clayton, Larry Mullen Jr. (membres de U2, le premier groupe irlandais à être ainsi honoré)

## Autres rôles
En tant qu'institution, l'Académie britannique des auteurs-compositeurs repose sur des principes fondateurs : avoir un rôle d'acteur politique ; promouvoir l'excellence grâce à des prix prestigieux (prix Ivor Novello, British Composer Awards, Gold Badge Awards) ; informer ses membres, dans un secteur musical en constante évolution ; développer une communauté d'artistes en Grande-Bretagne ; et promouvoir une nouvelle génération de professionnels de la musique. Sont également mis à disposition de ses membres un service d'assurance, des contrats-types, une aide sur les taxes et droits d'auteurs, des séminaires et master-classes, un réseau professionnel et des newsletters.
L'institution s'est également engagée dans la protection des droits d'auteurs et royalties sur le contenu numérique de ses musiciens sous le nom de campagne The Day the Music Died. Elle demande :
- un partage équitable des revenus de royalties bruts sur la diffusion numérique ;
- un pourcentage sur les revenus publicitaires plus élevés ;
- la non-indexation des plateformes de partage illégal par Google notamment ;
- la suppression de contenus partagés illégalement sur YouTube ;
- une plus grande transparence sur la rémunération des musiciens telle qu'elle apparaît contractuellement.

L'académie s'est aussi engagée dans la protection des œuvres musicales produites pour la BBC. Elle est impliquée dans le processus de sélection des artistes représentant la Grande-Bretagne à l'Eurovision.
L'année 2015 marque une victoire importante dans l'industrie musicale anglaise puisque l'académie des auteurs-compositeurs gagne un contentieux contre le gouvernement britannique sur l'introduction d'une exception à la copie privée sans rémunération équitable pour les détenteurs des droits, conformément au droit européen. 